# Antonín Balšánek

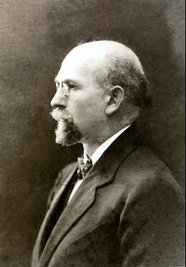
Antonín Balšánek

Antonín Balšánek (* 6. April 1865 in Český Brod; † 22. Februar 1921 in Prag) war ein tschechischer Architekt und Hochschullehrer.
Balšánek studierte 1883–1888 Architektur an der Tschechischen Technischen Universität Prag, wo er später auch als Professor lehrte. Ab 1903 war er der erste Redakteur der Zeitschrift Architektonický obzor. Zusammen mit Osvald Polívka leitete er in den Jahren 1905–1911 den Bau des Gemeinde- und Repräsentationshauses in Prag. Er setzte sich auch für den Denkmalschutz ein.
Als Architekt war Balšánek Vertreter der damals vorherrschenden Neorenaissance, er kombinierte sie aber mit Stilelementen der Wiener Sezession. Dies war einer der Gründe für seinen Erfolg, er gewann eine Reihe von Architekturwettbewerben und konnte viele seiner Entwürfe ausführen. 
Neben dem Repräsentationshaus entwarf er beispielsweise 1890 den Neubau der Kaiser-Franz-I.-Brücke (heutige Brücke der Legionen / Most Legií) in Prag, das im Stil der Neorenaissance erbaute Museum der Hauptstadt Prag (1896–1902), das Stadttheater in Pilsen (1899–1902) und das im Sezessionsstil erbaute Stadttheater in Pardubice (1906–1909). Er wirkte ferner 1911 an Josef Václav Myslbeks Mácha-Denkmal auf dem Prager Petřín mit. Für seine Heimatstadt Český Brod entwarf er das Neorenaissance-Gebäude des Podlipanské muzeum.